# 에이미 스마트
에이미 스마트(Amy Smart, 1976년 3월 26일 ~ )는 미국의 배우이다.

## 출연 작품
- 노브레인 레이스
- 나비효과
- 저스트 프렌드